# Carlo di Lorena (1524-1574)
Carlo di Lorena o di Guisa (Joinville, 17 febbraio 1524 – Avignone, 25 dicembre 1574) è stato un cardinale e arcivescovo cattolico francese.
Figlio di Claudio I di Guisa e di Antonia di Borbone-Vendôme, cugino e collaboratore del duca Carlo III, fu arcivescovo di Reims (dal 1538) e vescovo di Metz (dal 1550); venne elevato alla porpora da papa Paolo III nel 1547.

## Biografia
Carlo venne avviato sin dalla giovinezza alla carriera ecclesiastica e studiò teologia presso il Collège de Navarre di Parigi: ancora quattordicenne venne eletto arcivescovo di Reims (6 febbraio 1538) e in tal veste incoronò re di Francia Enrico II (26 luglio 1547); coadiutore del vescovo di Metz Giovanni di Lorena (suo zio) gli succedette nel 1550.
Papa Paolo III lo nominò cardinale presbitero di Santa Cecilia nel concistoro del 27 luglio 1547: nel 1550 optò per la diaconia Sant'Apollinare (titolo pro illa vice).
Protettore di François Rabelais e Pierre de Ronsard, contribuì alla fondazione dell'Università di Reims e di quella di Pont-à-Mousson (poi trasferita a Nancy).
Partecipò al colloquio di Poissy (1561), dove sostenne con forza la parte cattolica, ed al Concilio di Trento, dove fu strenuo difensore delle libertà gallicane: nel 1563 presentò a papa Pio IV una petizione in cui chiedeva di permettere la comunione sotto ambo la specie e di tradurre la Bibbia in lingua volgare, suscitando l'indignazione del pontefice.
Partecipò ai negoziati per il matrimonio di Carlo IX con Elisabetta d'Asburgo e di Margherita di Valois con Enrico di Navarra. Morì nel 1574 ad Avignone, dove si era recato per accogliere Enrico di Valois di ritorno dalla Polonia.

## Genealogia episcopale e successione apostolica
La genealogia episcopale è:
- Cardinale Claude de Longwy de Givry
- Cardinale Carlo di Lorena

La successione apostolica è:
- Cardinale Luigi di Guisa (1571)
- Vescovo Nicolas Clausse de Marchamont (1572)
- Arcivescovo Antonio Vialardi, O.S.B. (1572)
- Vescovo Nicolas de Thou (1573)
- Vescovo Aymar Hennequin (1573)

## Ascendenza
|                              |                                  |                                    | Genitori                       |  |  | Nonni |  |  | Bisnonni                 |  |  | Trisnonni            |  |
|                              |                                  |                                    |                                |  |  |       |  |  | Federico II di Vaudémont |  |  | Antonio di Vaudémont |  |
|                              |                                  |                                    |                                |  |  |       |  |  | Federico II di Vaudémont |  |  | Antonio di Vaudémont |  |
|                              |                                  | Maria d'Harcourt                   |                                |  |  |       |  |  | Federico II di Vaudémont |  |  |                      |  |
| Renato II di Lorena          |                                  |                                    |                                |  |  |       |  |  | Federico II di Vaudémont |  |  |                      |  |
|                              |                                  | Iolanda d'Angiò                    | Renato d'Angiò                 |  |  |       |  |  |                          |  |  |                      |  |
|                              |                                  | Iolanda d'Angiò                    | Renato d'Angiò                 |  |  |       |  |  |                          |  |  |                      |  |
|                              |                                  | Iolanda d'Angiò                    | Isabella di Lorena             |  |  |       |  |  |                          |  |  |                      |  |
| Claudio I di Guisa           |                                  | Iolanda d'Angiò                    |                                |  |  |       |  |  |                          |  |  |                      |  |
|                              |                                  | Adolfo di Egmond                   | Arnoldo di Egmond              |  |  |       |  |  |                          |  |  |                      |  |
|                              |                                  | Adolfo di Egmond                   | Arnoldo di Egmond              |  |  |       |  |  |                          |  |  |                      |  |
|                              |                                  | Adolfo di Egmond                   | Caterina di Clèves             |  |  |       |  |  |                          |  |  |                      |  |
| Filippina di Gheldria        |                                  | Adolfo di Egmond                   |                                |  |  |       |  |  |                          |  |  |                      |  |
|                              |                                  | Caterina di Borbone-Clermont       | Carlo I di Borbone             |  |  |       |  |  |                          |  |  |                      |  |
|                              |                                  | Caterina di Borbone-Clermont       | Carlo I di Borbone             |  |  |       |  |  |                          |  |  |                      |  |
|                              |                                  | Caterina di Borbone-Clermont       | Agnese di Borgogna             |  |  |       |  |  |                          |  |  |                      |  |
| Carlo di Lorena              |                                  | Caterina di Borbone-Clermont       |                                |  |  |       |  |  |                          |  |  |                      |  |
|                              | Giovanni VIII di Borbone-Vendôme | Luigi I di Borbone-Vendôme         |                                |  |  |       |  |  |                          |  |  |                      |  |
|                              | Giovanni VIII di Borbone-Vendôme | Luigi I di Borbone-Vendôme         |                                |  |  |       |  |  |                          |  |  |                      |  |
|                              | Giovanni VIII di Borbone-Vendôme | Giovanna di Monfort-Laval          |                                |  |  |       |  |  |                          |  |  |                      |  |
| Francesco di Borbone-Vendôme | Giovanni VIII di Borbone-Vendôme |                                    |                                |  |  |       |  |  |                          |  |  |                      |  |
|                              |                                  | Isabelle de Beauvau                | Luigi di Beauvau               |  |  |       |  |  |                          |  |  |                      |  |
|                              |                                  | Isabelle de Beauvau                | Luigi di Beauvau               |  |  |       |  |  |                          |  |  |                      |  |
|                              |                                  | Isabelle de Beauvau                | Margherita di Chambeley        |  |  |       |  |  |                          |  |  |                      |  |
| Antonia di Borbone-Vendôme   |                                  | Isabelle de Beauvau                |                                |  |  |       |  |  |                          |  |  |                      |  |
|                              |                                  | Pietro II di Lussemburgo-Saint-Pol | Luigi di Lussemburgo-Saint-Pol |  |  |       |  |  |                          |  |  |                      |  |
|                              |                                  | Pietro II di Lussemburgo-Saint-Pol | Luigi di Lussemburgo-Saint-Pol |  |  |       |  |  |                          |  |  |                      |  |
|                              |                                  | Pietro II di Lussemburgo-Saint-Pol | Giovanna di Marle              |  |  |       |  |  |                          |  |  |                      |  |
| Maria di Lussemburgo         |                                  | Pietro II di Lussemburgo-Saint-Pol |                                |  |  |       |  |  |                          |  |  |                      |  |
|                              |                                  | Margherita di Savoia               | Ludovico di Savoia             |  |  |       |  |  |                          |  |  |                      |  |
|                              |                                  | Margherita di Savoia               | Ludovico di Savoia             |  |  |       |  |  |                          |  |  |                      |  |
|                              |                                  | Margherita di Savoia               | Anna di Lusignano              |  |  |       |  |  |                          |  |  |                      |  |
|                              |                                  | Margherita di Savoia               |                                |  |  |       |  |  |                          |  |  |                      |  |

## Letteratura
Carlo di Lorena compare come personaggio nell'ultimo capitolo della trilogia di Ken Follett "La Colonna di Fuoco", romanzo del 2017. Compare come personaggio nel romanzo storico "Colloqui di Poissy" di Agostino di Bondeno (del 2018), a proposito della vicenda del pamphlet diffamatorio Épître au Tigre de France (Le Tigre).